# Trichoprosoplus demarzi
Trichoprosoplus demarzi là một loài bọ cánh cứng trong họ Cerambycidae.